# Culex inflictus
Culex inflictus är en tvåvingeart som beskrevs av Theobald 1901. Culex inflictus ingår i släktet Culex och familjen stickmyggor. Inga underarter finns listade i Catalogue of Life.